# Roter Teppich

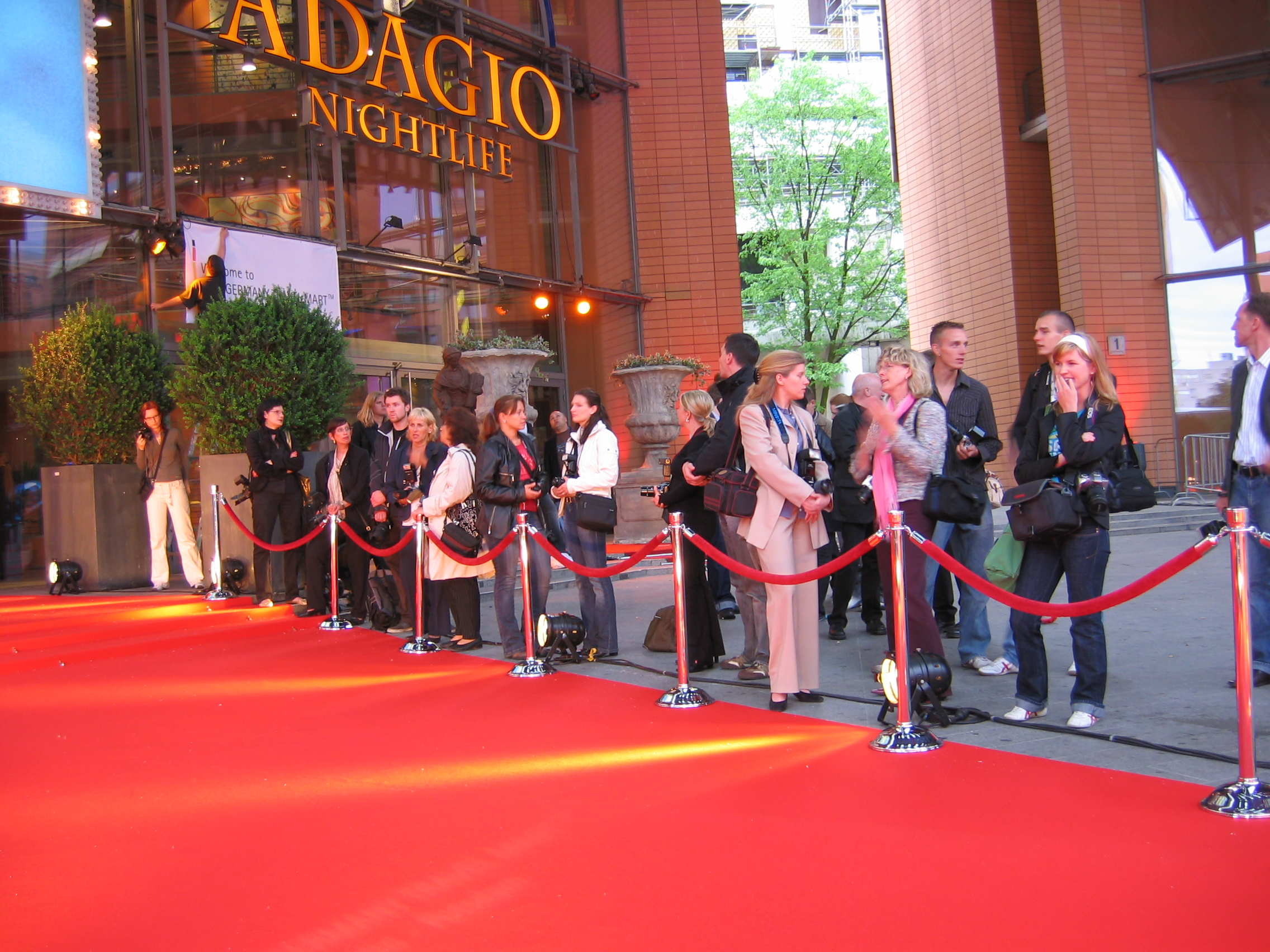
Fotografen warten am roten Teppich auf Prominente

Ein roter Teppich ist ein meist lang ausgerollter Teppich, auf dem prominente Personen (Stars, Staatsoberhäupter etc.) gehen. Rote Teppiche werden häufig für besondere Anlässe und Empfänge vor dem Eingang, auf Treppen, aber auch am Flughafen ausgerollt. Sie sollen die Bedeutung der Personen, die darüber gehen, zum Ausdruck bringen.
Schon in der Antike galt Tyrischer Purpur als die kostbarste aller Farben und wurde aus dem Sekret der Purpurschnecke gewonnen. Eine Szene im Agamemnon des Aischylos enthält eine frühe Erwähnung eines roten Teppichs: Klytaimnestra lässt ihrem Mann Agamemnon bei seiner Heimkehr aus Troja einen Purpurteppich ausbreiten, seine Füße sollen die Erde nicht berühren. Agamemnon weigert sich jedoch zunächst, den Teppich zu betreten, und weist darauf hin, dass ein roter Teppich den Göttern zustünde. Mit dem Hinweis, dass Priamos sich nicht gescheut hätte, den Teppich zu betreten, kann Agamemnon schließlich überzeugt werden. Vor dem Betreten des Teppichs lässt er sich jedoch die Schuhe abnehmen, um die Götter nicht noch mehr zu erzürnen. Allerdings wird er noch in derselben Nacht von Klytaimnestra umgebracht.
Der rote Teppich des deutschen Bundespräsidenten, der bei Begrüßungen mit militärischen Ehren verwendet wird, ist 65 Meter lang. Der längste rote Teppich Deutschlands misst 270 m und liegt in der Fußgängerzone der Stadt Suhl aus.

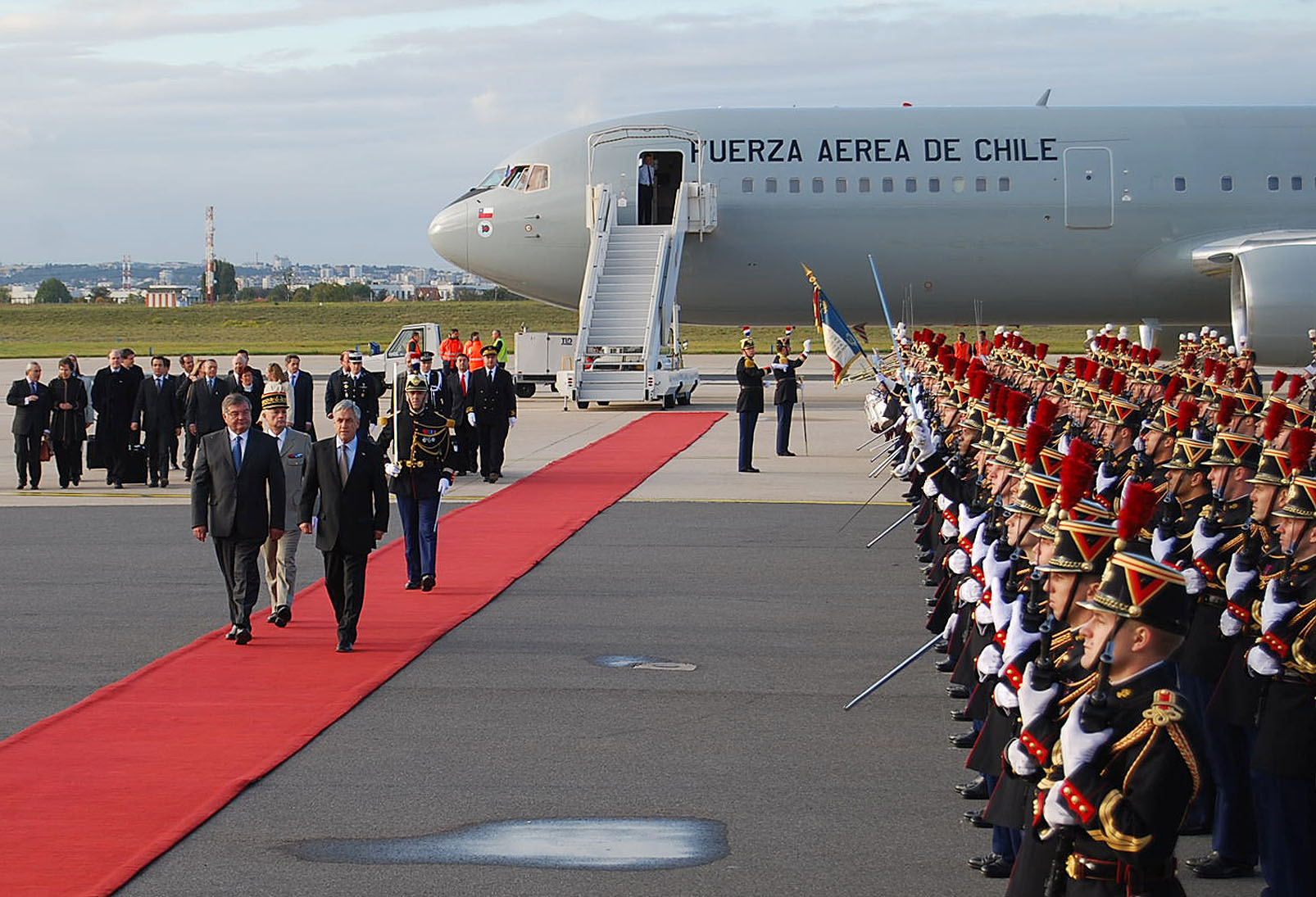
Politische Repräsentation, ein Staatsbesuch
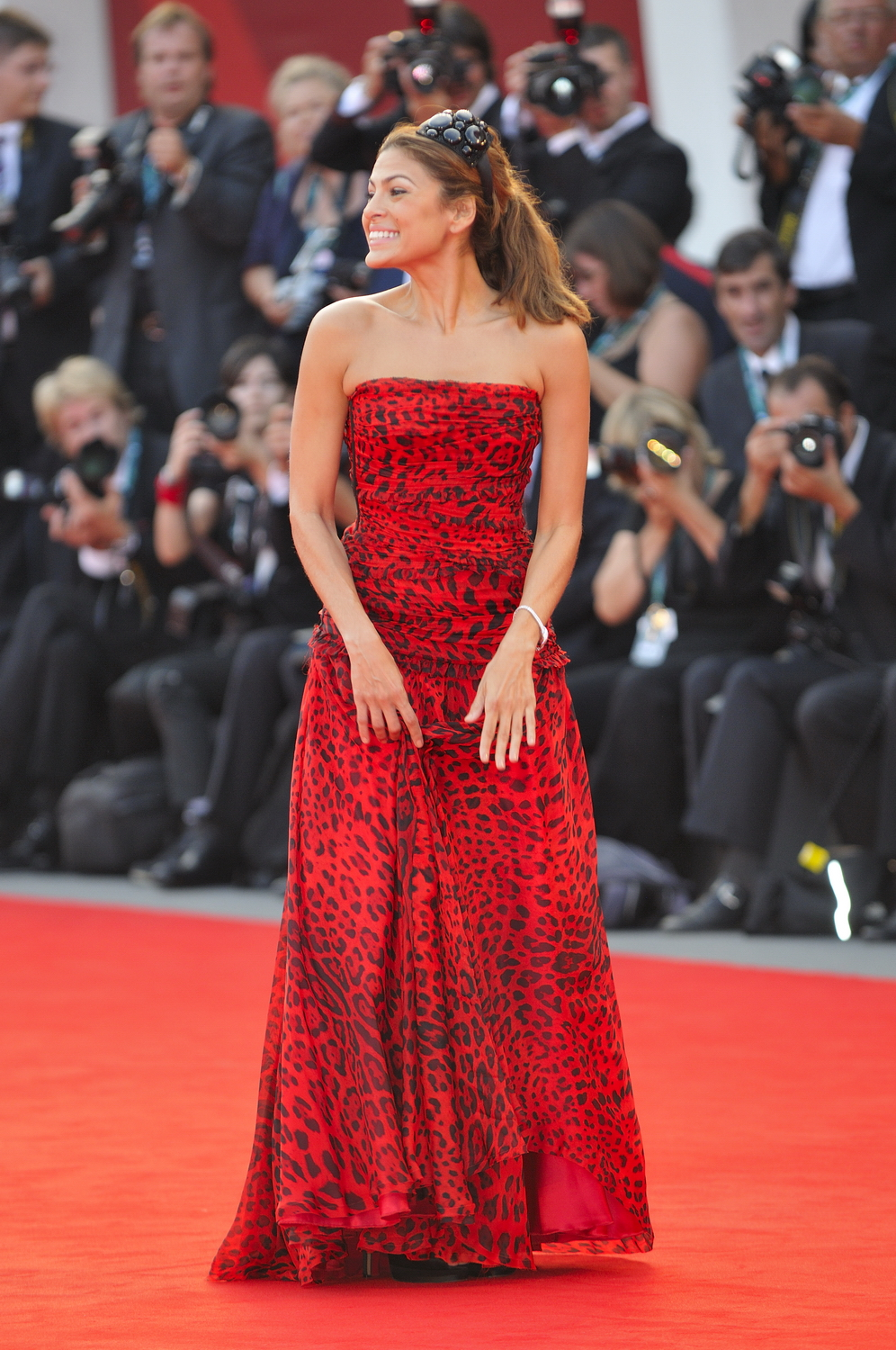
Fotografen gehen am roten Teppich ihrer Arbeit nach
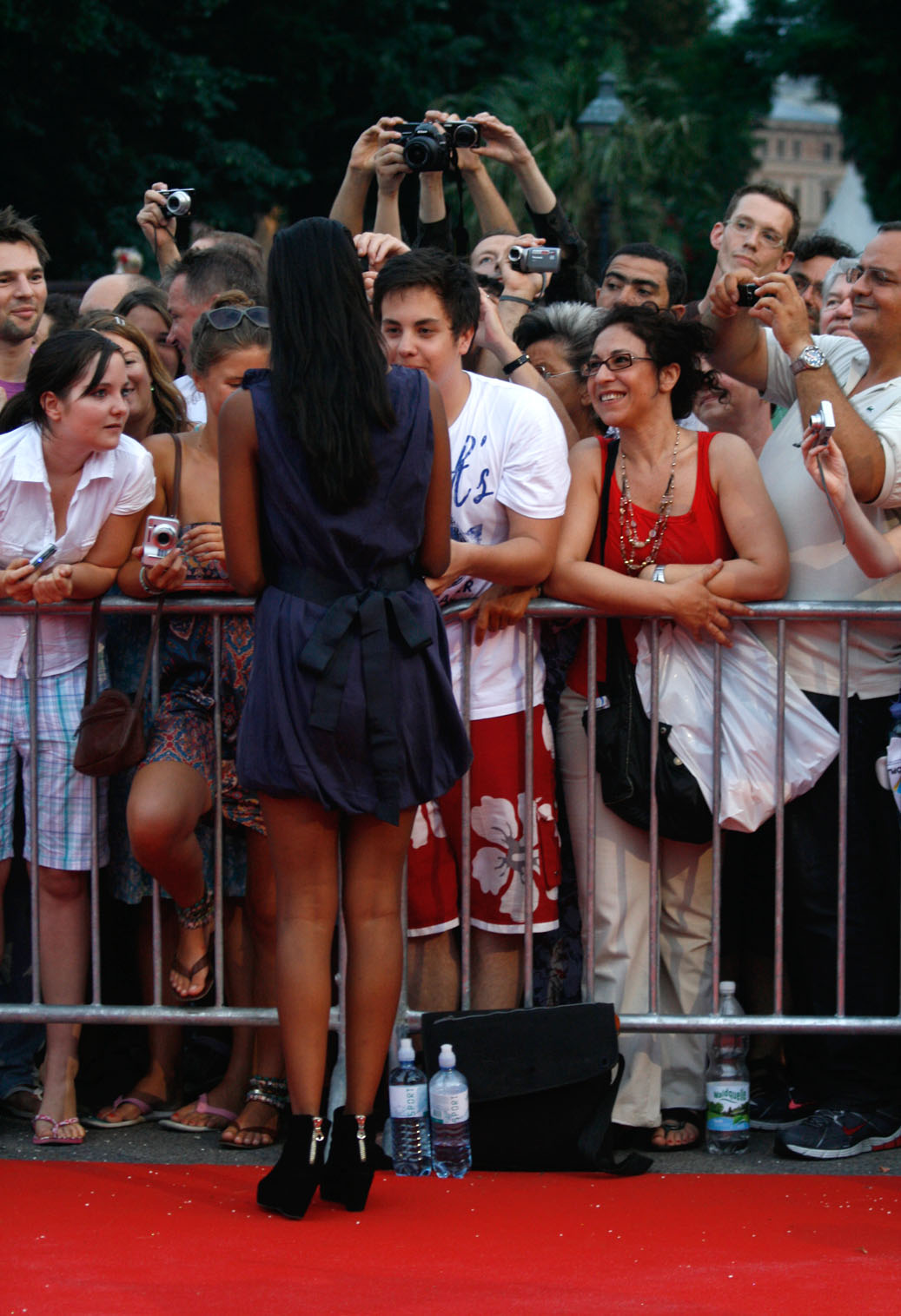
Fans treffen Prominente
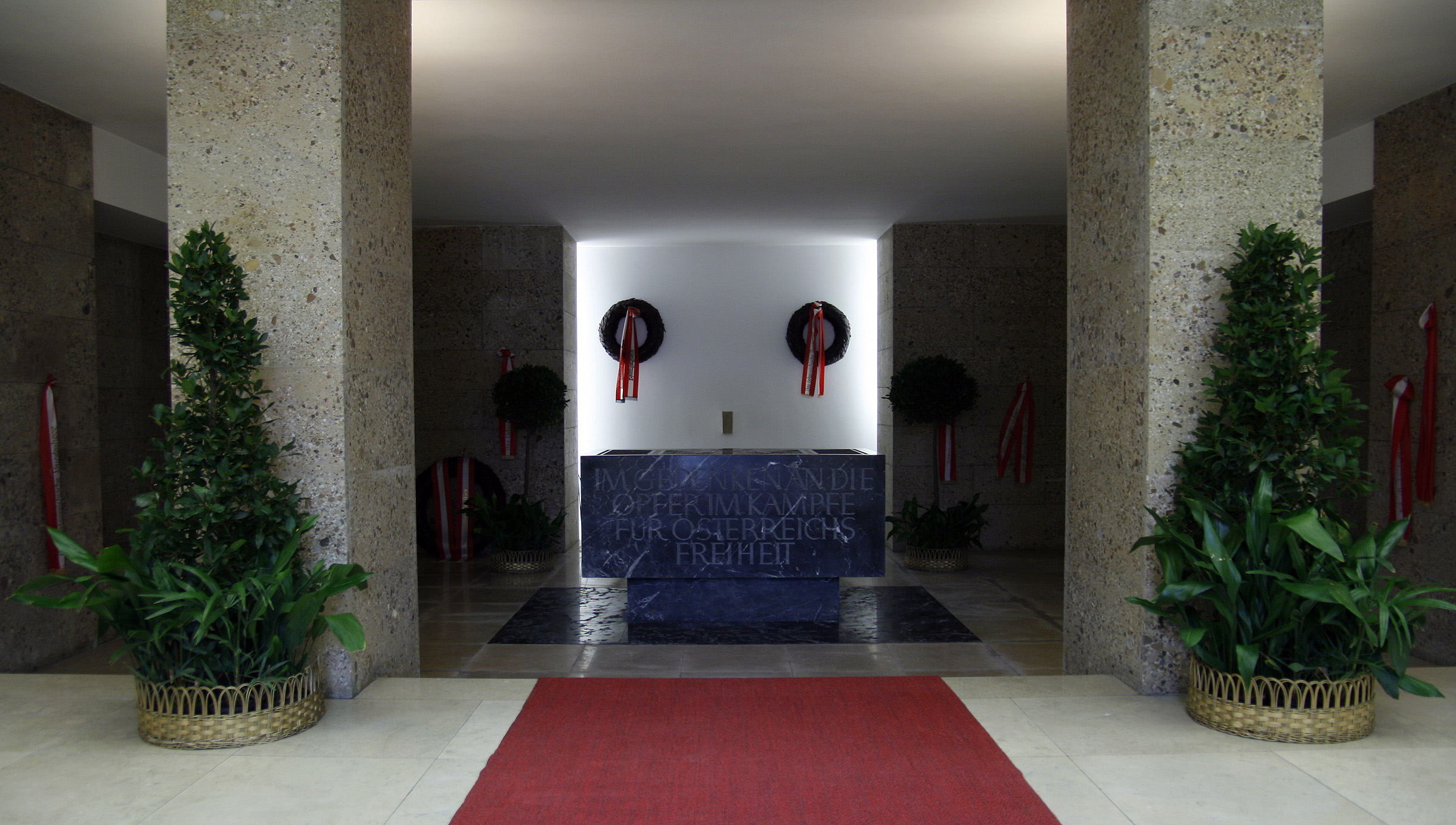
Eine Gedenkstätte